# MPB4
 (septembre 2019).
Si vous disposez d'ouvrages ou d'articles de référence ou si vous connaissez des sites web de qualité traitant du thème abordé ici, merci de compléter l'article en donnant les références utiles à sa vérifiabilité et en les liant à la section « Notes et références ».
MPB4 ou MPB-4 (pour Música popular brasileira 4) est un groupe vocal et instrumental de musique brésilienne créé à Niterói, Rio de Janeiro, en 1965, et qui n'a pas cessé son activité depuis. Les genres musicaux principaux du groupe sont la samba et la musique populaire brésilienne, et ils sont considérés comme le meilleur groupe vocal du pays. Il a souvent collaboré avec Quarteto em Cy, Toquinho et Chico Buarque.

## Histoire
La première formation comportait les membres Miltinho (Milton Lima dos Santos Filho, Campos dos Goytacazes, Rio de Janeiro, 18 octobre 1943), Magro (Antônio José Waghabi Filho, Itaocara, Rio de Janeiro, 14 novembre 1943, São Paulo, Sao Paulo, 8 août 2012), Aquiles (Aquiles Rique Reis, Niterói, Rio de Janeiro, 22 mai 1948) et Ruy Faria (Ruy Alexandre Faria, Cambuci, Rio de Janeiro, 31 juillet 1937, Rio de Janeiro, Rio de Janeiro, 11 janvier 2018).
MPB-4 a fêté son 36e anniversaire avec les mêmes membres (performance enregistrée au livre brésilien des records) en 2001.
En 2004, Ruy Faria quitte le groupe et est remplacé par Dalmo Medeiros (Rio de Janeiro, RJ, 26 novembre 1951), ancien membre du groupe Céu da Boca.
Le groupe perd Magro Waghabi en 2012, victime d'un cancer à 68 ans. Le chanteur, compositeur et arrangeur, Paulo Malaguti (Paulo Malaguti Pauleira, Rio de Janeiro, 3 novembre 1959), ancien membre de Céu da Boca  remplace Magro. Après quelques spectacles à São Paulo, Fortaleza et Minas, où il était présenté comme invité spécial, Paulo Malaguti Pauleira est officiellement présenté comme membre de MPB4, lors de deux shows à Rival Petrobras. 
Le 11 janvier 2018, Ruy Faria meurt, après avoir fait partie du groupe jusqu'en 2004.
En 2018, le groupe fête ses 50 ans de carrière avec la publication d'un DVD intitulé O sonho, a vida, a roda viva – MPB4 50 anos ao vivo.

### Années 1960 et 1970
En 1965, le groupe s'installe à São Paulo. Ils rencontrent alors des artistes tels que Chico Buarque, Nara Leão, Sidney Miller, Quarteto em Cy. Leurs chansons comportent des critiques de la société brésilienne et de la situation politique de l'époque. Le groupe enregistre son premier disque en 1966. Il participe à de nombreux festivals brésiliens dans les années 1960.
Avec Chico Buarque, MPB-4 enregistre Roda Viva en 1967, et part en tournée avec lui.
MPB4 participe aussi à l'enregistrement de chansons pour des dessins animés de Walt Disney. Ils enregistrent Le Chant des Vautours dans Le Livre de la jungle, et trois des membres du groupe participent aux chansons de Dumbo.

### Années 1980 et suivantes
En 1980, MPB-4 enregistre avec Quarteto em Cy, le disque pour enfants Flicts. MPB4 enregistre l'année suivante un second disque pour enfants, intitulé O Pato.
MPB-4 enregistre en 1991 Sambas da Minha Terra, dédié à Dorival Caymmi, Toquinho/Vinícius, Zé Keti, et Ary Barroso entre autres. Le groupe fête ses 30 ans d'existence en 1995 avec le spectacle Arte de Cantar et l'album du même nom.

## Discographie
- Samba bem (1964), Sarau Compacto duplo
- Samba lamento/São Salvador (1965); Elenco Compacto simples
- MPB-4 (1966), Elenco LP
- MPB-4 (1967), Elenco LP
- MPB-4 (1968), Elenco LP
- Deixa estar (1970), Elenco/Philips LP
- De palavra em palavra (1971), Elenco/Phonogram LP
- Cicatrizes (1972), Philips/Phonogram LP/CD
- Antologia do samba (1974), Philips/Phonogram LP/CD
- Palhaços & Reis (1974), Philips/Phonogram LP
- 10 anos depois (1975), Philips/Phonogram LP
- Canto dos homens (1976), Philips/Phonogram LP
- Antologia do samba nº 2 (1977), Philips/Phonogram LP
- Cobra de vidro (1978), Philips/Phonogram LP
- Bons tempos, hein?! (1979), Philips/PolyGram LP
- Vira virou (1980), Ariola LP
- Flicts-Ziraldo e Sérgio Ricardo (1980), Philips/PolyGram LP
- Adivinha o que é? (1981), Ariola LP/CD
- Tempo tempo(1981), Ariola LP
- Caminhos livres (1983), Ariola LP
- 4 Coringas (1984), Barclay LP
- Feitiço carioca-do MPB-4 para Noel Rosa (1987), Continental LP/CD
- Ao vivo-do show Amigo é pra essas coisas (1989), Som Livre LP/CD
- Sambas da minha terra (1991), Som Livre CD
- Encontro marcado-MPB-4 canta Milton Nascimento (1993), Philips/PolyGram CD
- Arte de cantar-MPB-4 ao vivo (1995) Som Livre CD
- Bate-boca-Quarteto em Cy e MPB-4 (1997) Mercury/PolyGram CD
- Somos todos iguais-Quarteto em Cy e MPB-4 (1998) PolyGram CD
- Melhores momentos - Ao Vivo (1999), CID CD
- Vinícius-A arte do encontro. MPB-4 e Quarteto em Cy (2000), Som Livre CD
- MPB-4 e a nova música brasileira (2000), Abril Music CD
- MPB-4 40 anos ao vivo (2007), Emi Music CD
- MPB-4 40 anos ao vivo (2007), Emi Music DVD
- Toquinho e MPB-4 - 40 anos de música (2008), Biscoito Fino CD
- Toquinho e MPB-4 - 40 anos de música (2009), Biscoito Fino DVD
- Contigo Aprendi (2012), Biscoito Fino CD